# Карашоки (Каркаралінський район)
Карашоки́ (каз. Қарашоқы) — село у складі Каркаралінського району Карагандинської області Казахстану. Входить до складу Бесобинського сільського округу.
Населення — 44 особи (2021; 97 у 2009, 188 у 1999, 155 у 1989).
Національний склад станом на 1989 рік:
- казахи — 100 %.